# 前田将太
前田 将太（まえだ しょうた、1988年3月23日 - ）は、福岡県出身の競艇選手。登録番号4504。身長169cm、体重55kg。血液型A型。102期。
福岡支部所属。兄に同じ競艇選手の前田健太郎（登録番号4346）、同期に本多宏和、遠藤エミ、河合佑樹、山田康二、上野真之介らがいる。

## 来歴
- やまと競艇学校時代、リーグ戦勝率5.84（準優出4 優出3）の成績を残した。
- 2008年5月14日、芦屋競艇場でデビュー（4着）。
- 2008年6月16日、下関競艇場での一般競走で初勝利（13走目）。
- 2009年12月16日、福岡競艇場での「スポーツニッポン杯争奪戦」で初優勝（優出3回目）。
- 2010年2月7日、若松競艇場での「BOATBoy CUP」で2度目の優勝。
- 2012年1月24日、芦屋競艇場での「G1共同通信社杯 第26回新鋭王座決定戦競走」にG1初出場。同日11RでG1初勝利[1]。
- 2012年6月14日、若松競艇場での「G1全日本覇者決定戦 開設60周年記念」でG1初優出（6着）[2]
- 2014年3月30日、浜名湖競艇場での「G2MB大賞」でG2初優勝。
- 2016年7月20日、三国競艇場で開催された「第20回オーシャンカップ」においてSG初優出（5着）を果たしている。
- 2021年6月11日、福岡競艇場において開催された開設68周年記念特別競走を制し、G1競走13回目の優出で初の記念タイトルを獲得。
- 2024年12月22日、住之江競艇場にて行われたSGグランプリシリーズ戦においてSG初優勝しSG初タイトルを獲得した。